# 蔡明禧
蔡明禧（英語：Daryl Choi Ming Hei，1991年9月27日—），前任西貢區議會副主席及翠林選區區議員、助理工程師。

## 生平
蔡明禧曾為公民黨成員。2015年，范國威向廉政公署舉報陳展浚和陸平才涉嫌違反選舉舞弊條例時曾提及蔡明禧，蔡當時為將軍澳民生關注組成員，亦是公民黨新界東執委之一。 
2019年3月，蔡明禧退出公民黨，打算離開政壇，但隨即爆發反送中運動，使其決定參選2019年香港區議會選舉，迎戰前新民黨成員譚領律，並成功當選。 在任職區議員期間，蔡明禧積極關注區內的維修和交通議題。
及後因參與2021年立法會選舉失敗，加上翠林選區區民多番投訴蔡明禧不理區務，其立場轉為親建制派。在區議員任期完結後，加入親建制組織香港專業及資深行政人員協會。

## 事件

### 2月8日尚德邨警民衝突
2020年2月8日，即周梓樂逝世3個月，逾百市民到尚德邨停車場悼念。至晚上近10時，有防暴警察到場並衝入尚德邨內用胡椒噴霧驅趕，並以「非法集結」罪拘捕聚集者，當中包括蔡明禧在內的5位區議員。

### 周梓樂、陳彦霖紀念公園爭議
2020年3月3日，「將軍澳民生關注組」成員柯耀林和陸平才動議將唐明街休憩處和將軍澳72區調景嶺公園命名為「周梓樂紀念公園」及「陳彥霖紀念公園」，而蔡明禧則為和議人。事件引來不少批判，部份民主派區議員表示此舉猶如在吃「人血饅頭」，而動議前亦未有徵詢死者家屬的意見，擔心會勾起他們的傷痛回憶，有網民亦發起網上聯署反對命名動議，獲得超過兩萬個簽名。蔡明禧隨後在區議會會議上鞠躬道歉，並強調會汲取教訓。

### 翠林邨業主法團改選前夕被親中派法團恐嚇
蔡明禧的所屬選區翠林邨，本應於2020年3月舉辦業主周年大會改選法團，因2019冠狀病毒病疫情而押後至2021年1月。但在改選前夕，挑戰時任法團的「翠林是我家」團隊收到前者的委員葉紹寧聯同一名自稱黑社會人士的死亡恐嚇，蔡明禧的議員助理甚至接收到他們被偷拍的特寫照片，並以粗言穢語威脅蔡明禧停止再為「翠林是我家」助選，蔡明禧隨即報警求助。

### 參選2021年立法會選舉
將軍澳區議員蔡明禧於2021年11月8日報名參選新界東南，他自稱是來自基層的民主派，但報名當日無透露獲得的提名名單。翻查資料，蔡明禧獲得的 10 個提名當中，包括在第五界別人大、政協界別，獲全國政協容永棋和屈恩提名。
蔡明禧獲得選委提名
第一界別：郭彥麗（滬港同心協進會主席、香港社區醫療教育服務協會主席）、温子傑（潤利海事集團控股有限公司執行董事）
第二界別：錢國強（香港軟件行業協會會長、大連市政協委員、創奇思副總裁）、盧鳳儀（中國法學會港區理事協會理事、香港各界婦女聯合協進會名譽副會長）
第三界別：鄭亞玲（香港漳州同鄉總會會長）、柯文華（福建社團聯會副主席）
第四界別：王東明（廣州花都區在花港人聯誼會代表）、陳又誠（中國香港(地區)商會—福建會長）
第五界別：容永祺（全國政協、考評局主席）、屈恩（全國政協）
容永祺接受《香港01》查詢時表示，蔡明禧主動致電爭取提名，二人連續3天通話，兩人合共談了7小時。

## 外部連結
- 蔡明禧Facebook專頁（页面存档备份，存于）